# Nachum Levin
Nachum Levin (hebrejsky: נחום לוין, žil 8. června 1905 – 8. června 1967) byl izraelský politik a poslanec Knesetu za strany Cherut a Gachal.

## Biografie
Narodil se ve městě Vitebsk v tehdejší Ruské říši (dnes Bělorusko). V roce 1924 přesídlil do dnešního Izraele. Vystudoval střední školu v Rusku a vysokou školu Technion v Haifě. Získal osvědčení pro výkon profese stavebního inženýra.

## Politická dráha
Byl aktivní v sionistickém hnutí v Rusku. Byl členem ústředního výboru federace ha-Chaver. Byl zatčen sovětskými úřady. Předsedal studentskému svazu na škole Technion, angažoval se v hnutí sionistických revizionistů. V letech 1924–1931 velel jednotce Hagany, v letech 1931–1937 pak byl důstojníkem v jednotkách Irgun. Byl členem ústředního výboru strany Cherut. Zasedal také v předsednictvu Asociace izraelských průmyslníků a byl předsedou Asociace dřevařského průmyslu.
V izraelském parlamentu zasedl poprvé po volbách v roce 1955, do nichž šel za Cherut. Byl členem výboru finančního. Za Cherut uspěl také ve volbách v roce 1959. Byl opět členem finančního výboru. V parlamentu se objevil i po volbách v roce 1961, kdy kandidoval opět za Cherut a kdy usedl opětovně do finančního výboru. Během funkčního období přešel spolu se stranou Cherut do nové pravicové strany Gachal.